# فريدرو ستار
فريدرو ستار (بالإنجليزية: Fredro Starr) هو مغني ورابر وكاتب أغاني وموسيقي وممثل أمريكي، ولد في 18 أبريل 1971 بكوينز في الولايات المتحدة.

## أعمال

### أفلام
- (2001) احفظ الرقصة الأخيرة[5]

### مسلسلات
- ميامي

## وصلات خارجية
- فريدرو ستار على موقع IMDb (الإنجليزية)
- فريدرو ستار على موقع ألو سيني (الفرنسية)
- فريدرو ستار على موقع ميوزك برينز (الإنجليزية)
- فريدرو ستار على موقع أول موفي (الإنجليزية)
- فريدرو ستار على موقع قاعدة بيانات الأفلام السويدية (السويدية)
- فريدرو ستار على موقع إن إن دي بي (الإنجليزية)
- فريدرو ستار على موقع أول ميوزيك (الإنجليزية)
- فريدرو ستار على موقع ديسكوغز (الإنجليزية)
- فريدرو ستار على موقع قاعدة بيانات الفيلم (الإنجليزية)
- فريدرو ستار على موقع كينوبويسك (الروسية)